# 编
Pour les articles homonymes, voir Biān.
Biān est la transcription en pinyin des caractères chinois 编 ou 編, signifiant tresser, tisser, arranger, compiler. Il comporte à gauche la clé 纟(sī en pinyin) désignant la soie, ce qui associe le sinogramme au domaine textile.
Son caractère Unicode est 7F16.
- Biān zhōng, un instrument de musique chinois.